# Axel Freimuth

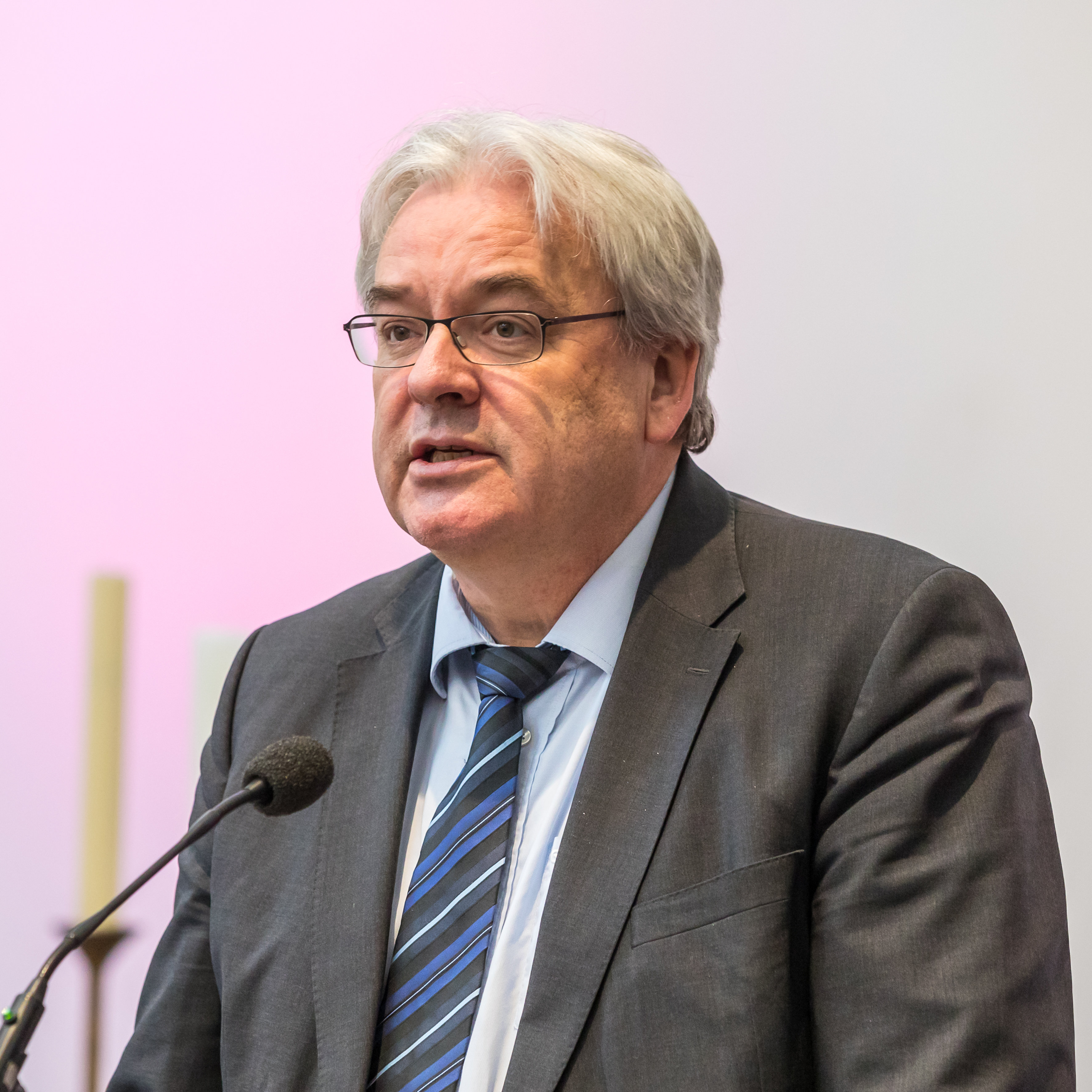
Axel Freimuth (2019)

Axel Freimuth (* 27. Oktober 1957 in Duisburg) ist ein deutscher Physiker und war vom 1. April 2005 bis zum 30. September 2023 Rektor der Universität zu Köln.

## Leben
Freimuth studierte, promovierte 1989 (Dissertation: Über die Transporteigenschaften valenzinstabiler Verbindungen) in Köln und habilitierte sich 1994 ebenfalls in Köln (Habilitationsschrift: Transporteigenschaften im gemischten Zustand der Hochtemperatur-Supraleiter). Während des Studiums war er Aushilfslehrer an einer Gesamtschule in Chorweiler und verdiente nebenbei als Lastwagenfahrer Geld. Nach einer Berufung nach Karlsruhe 1996 kehrte er 1998 auf eine Professur für Experimentelle Festkörperphysik nach Köln zurück. Zu seinen Hauptforschungsgebieten gehören innerhalb der Festkörperphysik die Supraleitung, der Magnetismus und die elektronisch hochkorrelierten Materialien.
Axel Freimuth war von April 2000 bis 2003 Sprecher der Fachgruppe Physik. Nach einem Forschungsaufenthalt an der University of British Columbia 2002 war er seit 2003 Dekan der Mathematisch-Naturwissenschaftlichen Fakultät und seit April 2005 Rektor. Damit löste er als 49. Rektor seit 1919 seinen Vorgänger Tassilo Küpper ab. Den Ende 2005 ergangenen Ruf, den Vorstandsvorsitz des Forschungszentrum Jülich zu übernehmen, lehnte er ab, um weiterhin als Rektor an der Universität zu Köln tätig zu sein. Von 2008 bis 2010 war er Vorsitzender der Landesrektorenkonferenz und der Kölner Wissenschaftsrunde. Zudem engagiert er sich weiter in der Deutschen Physikalischen Gesellschaft und in den Gremien der Kölner Max-Planck-Institute. Er wurde Ende 2008 vom Kölner Hochschulrat wiedergewählt und im Januar 2009 vom Senat bestätigt und war damit, bis zu seinem Ruhestand, für weitere sechs Jahre zum Rektor wiedergewählt. 2014 erreichte Freimuth bei der Wahl zum „Rektor des Jahres“ durch den Deutschen Hochschulverband den zweiten Platz hinter Lambert T. Koch von der Bergischen Universität Wuppertal. Zum 1. Oktober 2023 folgte ihm Joybrato Mukherjee.
Axel Freimuth ist Kuratoriumsmitglied der Demokratie-Stiftung der Universität zu Köln.